# Kelly Roberty
Kelly Roberty (auch Kelly Roberti, * 13. November 1954 in Malta (Montana); † 7. März 2016 in Bozeman) war ein US-amerikanischer Jazz-Bassist.

## Leben und Wirken
Roberty stammte aus einer musikalischen Familie mit Wurzeln in Genua und Sizilien; mit elf Jahren trat er erstmals öffentlich auf. Im Laufe seiner Karriere spielte er u. a. mit Arnett Cobb, Eddie Harris, Freddie Hubbard, Tommy Flanagan und David Murray, mit dem er 1995 im New Yorker Jazzclub Village Vanguard auftrat (Album auf dem japanischen Label Sound Hills); ferner war er in seiner Heimatstadt Bozeman Mentor und Lehrer junger Jazzmusiker. Mit Bob Nell, Chuck Florence und Jack Walrath bildete Roberty in den 1980er-Jahren die Formation Montana; das gleichnamige Album entstand 1985. Auf lokaler Ebene trat er mit dem Trio Nell-Roberti-Edwards (mit Bob Nell und Brad Edwards) auf. Im Bereich des Jazz war er zwischen 1978 und 2013 an elf Aufnahmesessions beteiligt, mit dem Vibraphonisten Fred Raulston, Jim Honaker, Jack Walrath, dem Bob Nell Piano & Double Bass Quartet und Mary Jane Williams. 2010 spielte er das Album Slumber – The Ballads of Kelly Roberti ein.
2010 wurde er mit dem Montana Governor's Award for the Arts ausgezeichnet; 2015 wurde er für seine Lese- und Konzertreihe Jazz & More with Kelly Roberti mit dem Cornerstone Award der Bozeman Public Library Foundation geehrt.